# Pętla ogólna
Pętla ogólna to konstrukcja programistyczna stanowiąca jeden z rodzajów pętli, dostępna w niektórych językach programowania. Pętla ta umożliwia między innymi definiowanie pętli iteracyjnych. Jednak składnia tego rodzaju pętli zdefiniowana jest na niższym poziomie abstrakcji od pętli iteracyjnych, co oznacza, iż programista, który definiuje w kodzie źródłowym określony algorytm z użyciem takiej pętli, musi jawnie, wprost, definiować warunek zakończenia takiej pętli oraz jawnie modyfikować wartość zmiennej sterującej (o ile występuje). Pętle tego typu dostępne są w grupie języków określanych w literaturze przedmiotu jako rodzina języka C oraz języków C-podobnych (także: C-pochodnych). Obejmuje ona między innymi takie języki jak: C, C++, C#, Java, JavaScript, D, C--, i inne, a także języki których składnia była przez autorów tych języków choć częściowo wzorowana na składni języka C, np. Perl.

## Składnia
Pętla ta w językach programowania definiowana jest za pomocą słowa kluczowego for. Po nim, w nawiasach okrągłych, definiowane są warunki wykonania taj pętli, w trzech sekcjach rozdzielonych znakami średnika. Po tak skonstruowanym nagłówku pętli umieszcza się instrukcję, która stanowi iterację i podlegać będzie wielokrotnemu wykonaniu w ramach pętli. Jeżeli iterowaniu ma podlegać większa ilość instrukcji, w miejsce pojedynczej instrukcji, stosuje się instrukcję blokową.
Składnia w języku C, typowa także dla wielu innych języków programowania:
```
for
(
inicjalizacja
;
 
warunek
-
zakończenia
;
 
zmiana
-
wartości
)

 
{

   
/* instrukcje */

 
}

```

## Działanie pętli

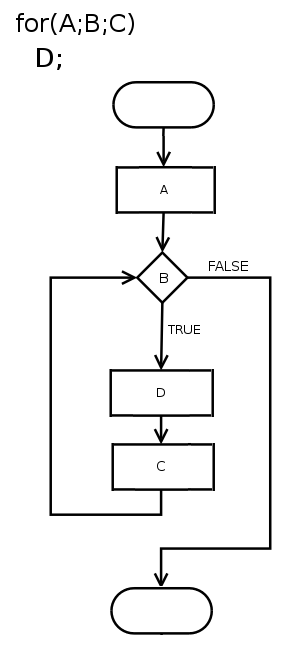
Diagram pętli for typu C

Działanie tej pętli ma następujący przebieg:
1. wykonaj instrukcję zawartą w sekcji inicjalizacyjnej (pozycja A na schemacie)
2. sprawdź warunek (pozycja B na schemacie)
  - jeżeli nie jest spełniony (flase – fałsz – 0), to zakończ wykonywanie pętli (gałąź FALSE na schemacie)
  - jeżeli jest spełniony (true - prawda – wartość inna niż 0), to przejdź do wykonania kolejnej iteracji (gałąź TRUE na schemacie)
3. wykonaj iterację (pozycja D na schemacie)
4. wykonaj zmianę wartości (pozycja C na schemacie)
5. wróć do punktu 2 (nieoznaczona gałąź na schemacie).

Należy podkreślić, że powyższy opis dla sekcji A: inicjalizacja; B: warunek-zakończenia; C: zmiana-wartości; jest tylko symbolicznym określeniem celu stworzenia tych sekcji w definicji pętli i nie ma żadnego ograniczenia wobec możliwości zapisania tam wyrażeń nie związanych z działaniem pętli, np. w sekcji A, choć ze względu na czytelność kodu źródłowego nie jest to zalecane jako zaciemnianie kodu. Ponadto w sekcji B: warunek-zakończenia; wyrażenie zawarte w tej części definicji pętli musi zwrócić wartość logiczną, która określi czy pętla ma zostać powtórzona czy zakończona. W językach takich jak C, C++, w których nie wprowadzono wprost logicznego typu danych stosuje się odpowiednią interpretację wartości należących do typów całkowitoliczbowych, tzn. wartość równa zero interpretowana jest jako wartość logiczna fałsz (false), inne wartości różne od zera jako wartość logiczna prawda (true). Jeżeli natomiast w sekcji B nie zapisano jakiegokolwiek warunku zakończenia pętli, to przyjmuje się, że warunek jest spełniony (prawda - true) i pętla będzie pętlą nieskończoną.
Na uwagę zasługuje fakt, iż w sekcji A: inicjalizacja, można także zawierać deklarację zmiennych lokalnych. Definicja konkretnego języka programowania, bądź jego implementacja, określa, czy zmienna tu zadeklarowana jest widoczna tylko w ramach wykonywanej pętli, czy także po jej zakończeniu, w bloku obejmującym daną pętlę.

## Pętla ogólna w językach programowania
Jak wyżej zaznaczono, pętla tego rodzaju dostępna jest w zasadzie w niezmienionej postaci w wielu językach, których składnia choć częściowo wzorowana jest na języku C. W niektórych językach pętla ta została rozszerzona w stosunku do pierwowzoru o możliwość definiowana pętli po kolekcji lub innym agregacie danych, czyli pętle typu foreach, np. Perl.
| język programowania                                                     | składnia          |
| ----------------------------------------------------------------------- | ----------------- |
| Alef                                                                    | for(A;B;C) D      |
| C                                                                       | for(A;B;C) D      |
| C++                                                                     | for(A;B;C) D      |
| C++/CLI                                                                 | for(A;B;C) D      |
| C--                                                                     | for(A;B;C) D      |
| C#                                                                      | for(A;B;C) D      |
| D                                                                       | for(A;B;C) D      |
| Go                                                                      | for A; B; C { D } |
| Java                                                                    | for(A;B;C) D      |
| JavaScript                                                              | for(A;B;C) D      |
| Objective-C                                                             | for(A;B;C) D      |
| Perl                                                                    | for(A;B;C) { D }  |
| PHP                                                                     | for(A;B;C) { D }  |
| SAC                                                                     | for(A;B;C) D      |
| Uwaga: oznaczenia A,B,C,D odnoszą się do oznaczeń użytych na diagramie. |                   |

## Porównanie z innymi konstrukcjami
Pętla ogólna, jako pętla stanowiąca pewne uogólnienie na niższym poziomie abstrakcji od innych pętli, może realizować także funkcje pewnych innych pętli. Można także zrealizować czynności pętli ogólnej za pomocą innych konstrukcji dostępnych w danym języku programowania. Jedynym ograniczeniem jest zasada, że w tej pętli warunek jej zakończenia, bądź powtórzenia pętli sprawdzany jest na jej początku. Nie można więc zrealizować pętli, w której warunek sprawdzany jest na końcu, co skutkuje tym, że pętla taka byłaby wykonana zawsze co najmniej jeden raz.

### Porównanie z pętlą nieskończoną
| pętla ogólna (język C)        | pętla ogólna (język C)         | pętla ogólna (język C)                                   | w innym przykładowym języku, w którym nie ma pętli ogólnej | w innym przykładowym języku, w którym nie ma pętli ogólnej |
| przykład                      | pętla repetycyjna              | realizacja pętli za pomocą instrukcji warunkowej i skoku | język programowania                                        | przykład                                                   |
| ----------------------------- | ------------------------------ | -------------------------------------------------------- | ---------------------------------------------------------- | ---------------------------------------------------------- |
| for(;;) { /* instrukcje */; } | while(1) { /* instrukcje */; } | start: /* instrukcje */; goto start;                     | Ada                                                        | loop -- instrukcje end loop                                |

Implementacja pętli nieskończonej za pomocą pętli ogólnej jest bardzo prosta – polega zwyczajnie na pominięciu warunku zakończenia pętli, co równoznaczne jest z przyjęciem, iż warunek ten jest zawsze spełniony. Realizacja tej samej pętli za pomocą instrukcji repetycyjnej wymaga zapisania wprost warunku zawsze spełnionego. Jednak w przeciwieństwie do pętli nieskończonych (przykład w języku Ada), w przypadku pętli ogólnej nadal wymagany jest zapis poszczególnych sekcji (choć pustych) ograniczonych nawiasami i średnikami.

### Porównanie z pętlą repetycyjną
| pętla ogólna (język C)           | pętla ogólna (język C)           | pętla ogólna (język C)                                                        | w innym przykładowym języku, w którym nie ma pętli ogólnej | w innym przykładowym języku, w którym nie ma pętli ogólnej |
| przykład                         | pętla repetycyjna                | realizacja pętli za pomocą instrukcji warunkowej i skoku                      | język programowania                                        | przykład                                                   |
| -------------------------------- | -------------------------------- | ----------------------------------------------------------------------------- | ---------------------------------------------------------- | ---------------------------------------------------------- |
| for(;a<b;) { /* instrukcje */; } | while(a<b) { /* instrukcje */; } | start: if(!(a<b)) goto koniec; else { /* instrukcje */; } goto start; koniec: | Pascal                                                     | while a<b do begin -- instrukcje end;                      |

Implementacja pętli repetycyjnej za pomocą pętli ogólnej jest bardzo prosta, odpowiedni warunek zapisuje się analogicznie jak dla pętli repetycyjnej. Jedynym ograniczeniem jest to, że warunek zawsze sprawdzany jest na początku pętli i brak jest możliwości realizacji pętli ze sprawdzaniem warunku na końcu pętli (np. konstrukcja do ... while(warunek); z języka C i pochodnych).

### Porównanie z pętlą iteracyjną
| pętla ogólna (język C)                   | pętla ogólna (język C)                       | pętla ogólna (język C)                                                               | w innym przykładowym języku, w którym nie ma pętli ogólnej | w innym przykładowym języku, w którym nie ma pętli ogólnej |
| przykład                                 | pętla repetycyjna                            | realizacja pętli za pomocą instrukcji warunkowej i skoku                             | język programowania                                        | przykład                                                   |
| ---------------------------------------- | -------------------------------------------- | ------------------------------------------------------------------------------------ | ---------------------------------------------------------- | ---------------------------------------------------------- |
| for(i=1;i<MAX;i++) { /* instrukcje */; } | i=1; while(i<MAX) { /* instrukcje */; i++; } | start: if(!(i<MAX)) goto koniec; else { /* instrukcje */; i++; } goto start; koniec: | Modula-2                                                   | FOR i:=1 TO MAX-1 DO (* instrukcje *) END                  |

Pętla ogólna daje możliwość w pełni implementacji pętli iteracyjnych. W sekcji pierwszej zapisuje się wyrażenie inicjujące zmienną sterującą, analogicznie jak przy zapisach stosowanych w pętlach iteracyjnych. W kolejnych sekcjach definiujących działanie pętli ogólnej ujawnia się jednak jej niższy poziom abstrakcji: programista musi wprost, jawnie definiować warunek zakończenia pętli oraz odpowiedzią zmianę wartości zmiennej sterującej. Taka konstrukcja może jednak stanowić zaletę: daje większe i bardziej elastyczne możliwości konstruowania pętli, w tym także pętli złożonych (patrz następny przykład), dowolna wielkość kroku zmiennej sterującej i jej typu.

### Porównanie z pętlą złożoną
| pętla ogólna (język C)                            | pętla ogólna (język C)                                | pętla ogólna (język C)                                                                        | w innym przykładowym języku, w którym nie ma pętli ogólnej | w innym przykładowym języku, w którym nie ma pętli ogólnej                |
| przykład                                          | pętla repetycyjna                                     | realizacja pętli za pomocą instrukcji warunkowej i skoku                                      | język programowania                                        | przykład                                                                  |
| ------------------------------------------------- | ----------------------------------------------------- | --------------------------------------------------------------------------------------------- | ---------------------------------------------------------- | ------------------------------------------------------------------------- |
| for(i=1;(i<MAX)&&(a<b);i++) { /* instrukcje */; } | i=1; while((i<MAX)&&(a<b)) { /* instrukcje */; i++; } | start: if(!((i<MAX)&&(a<b))) goto koniec; else { /* instrukcje */; i++; } goto start; koniec: | PL/I                                                       | DO I=1 TO MAX-1 WHILE A<B; /* instrukcje */ END;                          |
| for(i=1;(i<MAX)&&(a<b);i++) { /* instrukcje */; } | i=1; while((i<MAX)&&(a<b)) { /* instrukcje */; i++; } | start: if(!((i<MAX)&&(a<b))) goto koniec; else { /* instrukcje */; i++; } goto start; koniec: | Turbo Pascal                                               | for i:=1 to MAX-1 do begin if not (a<b) then break; /* instrukcje */ end; |

Pętle umożliwiające złożone definiowanie warunków przebiegu realizacji, w tym łączenia iteracji z warunkami pętli repetycyjnych, rzadziej występują w językach programowania. Przykładowe języki programowania to PL/I czy Algol 68. Brak tych mechanizmów zmusza w innych językach (np. Pascal), do stosowania instrukcji warunkowych i skoku (lub jej substytutu jakim jest instrukcja opuszczenia). Pętla ogólna jest tak skonstruowana, że daje możliwość realizacji części możliwości zawartych w pętlach złożonych, tzn. realizacji iteracji w połączeniu z warunkami pętli repetycyjnych sprawdzanych na początku pętli (ale nie w pełni, gdyż nie daje możliwości kontynuowania wykonywania pętli dla nowych warunków, oraz sprawdzania warunków na końcu pętli – np. pętla złożona w PL/I), bez uciekania się do instrukcji warunkowych i skoku.